# ألويس فيشر
ألويس فيشر (بالألمانية: Aloys Fischer) هو تربوي وعالم نفس وفيلسوف ألماني، ولد في 10 أبريل 1880 في فورت إم فالد في ألمانيا، وتوفي في 23 نوفمبر 1937 في ميونخ في ألمانيا.